# ベラ・ノッテ
「ベラ・ノッテ」（Bella Notte）は1955年公開のウォルト・ディズニー・プロダクション制作のアニメ映画『わんわん物語』の主題歌・挿入歌。作詞・作曲はペギー・リーとソニー・バーク。歌手はジョージ・ギボット（トニー役）とビル・トンプソン（ジョー役）。曲名はイタリア語で「美しい夜」を意味する。歌い出しのフレーズを取って This is the Night という題で呼ばれることもある。

## 概要
印象的な戦後の映画音楽のひとつに数えられる。『わんわん物語』のオープニングでは、オーケストラをバックに合唱で歌われる。劇中では、レディとトランプがイタリアン・レストランで一緒にスパゲッティを食べるシーンで、レストラン主人のトニーが恋する犬達のためのセレナーデとしてカンツォーネの色彩で歌い上げる曲として有名。この他にも随所で使われる代表的な挿入歌である。
『わんわん物語II』ではカルロス・ポンセとジョイ・エンリケスによりカバーされた。

## 評価・受容

### イタリア系住民の描写
『わんわん物語』に登場する人間・動物はアメリカ社会を構成する人々の元型や行動を体現しており、挿入歌の音楽性にもそれが色濃く現われている。音楽研究家のD・ゴールドマークらによれば、「ベラ・ノッテ」の曲調は、アメリカ社会になじもうとしているイタリア系歌手の当時の各楽曲をモデルとしており、民族に基づくステレオタイプや社会的階層構造に関する観点を強調しているとされる。

### スウェーデンでの受容とカバー
スウェーデン特有の現象として、この曲は1960年代以後からクリスマスソングの定番として国民に親しまれ、スウェーデン人のクリスマス感情を反映する曲の1つである。『わんわん物語』の幕開けがクリスマスであることも関係しているが、毎年クリスマス・イヴの午後に国民の4割以上が視聴するスウェーデン・テレビのクリスマス特別番組 Kalle Anka och hans vänner önskar God Jul（英: From All of Us to All of You）に、カール＝エリク・タンベルトによるカバーと『わんわん物語』からの一幕が含まれている影響が大きいとされる。このほか、スウェーデン語の訳詞でシュー・マルムクヴィストが1956年にカバーしている。

## その他の主なカバー
上述の各カバーに加え、下記の各アーティストがカバー演奏している。
- アンディ・カール（英語版） [1]
- 『glee/グリー』 2011年時点では唯一同番組で取り上げられたディズニー楽曲[13]
- ブリン・ターフェル『Bryn Terfel Sings Favourites』[1] [14]
- スティーヴ・タイレル [1]
- バーバラ・ヘンドリックス [1]
- 本田美奈子『AVE MARIA』
- タイラー・メイナード（英語版） [1]
- 山下達郎[* 1]『SEASON'S GREETINGS』（「わんわん物語II」の日本版主題歌、ビデオクリップ収録）